# Theißen
Theißen este o comună din landul Saxonia-Anhalt, Germania.